# Chlenias australasia
Chlenias australasia är en fjärilsart som beskrevs av Hans Daniel Johan Wallengren 1861. Chlenias australasia ingår i släktet Chlenias och familjen mätare. Inga underarter finns listade i Catalogue of Life.